# Czapecznik ciemny
Czapecznik ciemny (Smithornis sharpei) – gatunek średniej wielkości ptaka z rodziny nosoczubów (Calyptomenidae). Zasiedla środkową Afrykę. Niezagrożony wyginięciem.

## Taksonomia
Gatunek opisany po raz pierwszy w roku 1903 przez Boyda Alexandera. Holotyp zebrano 25 listopada 1902 r. na wysokości 4000 stóp (ok. 1220 m n.p.m.) na górze Mount Ysabel – zważywszy na to, że odkrył gatunek na wyspie Bioko (zwanej wtedy Fernando Po Island), chodzi o szczyt Pico Basilé, inaczej Pico de Santa Isabel. Wyróżnia się 3 podgatunki (patrz sekcja Podgatunki i zasięg występowania).

## Morfologia
Długość ciała wynosi 15–18 cm, masa ciała 34–40,3 g. Pozostałe wymiary (holotyp; ♀): dziób ok. 1,7 cm, skrzydła 7,8 cm, ogon 4,5 cm, skok 2,1 cm. U samca boki czoła pomarańczowe, wierzch głowy i pokrywy uszne szaroniebieskie. Z wierzchu głowy występują łupkowe plamki. Gardło białe. Wierzch ciała rudobrązowy. Kark i grzbiet z kilkoma czarnymi plamami cechują białe nasady piór (są jednak niewidoczne). Skrzydła brązowe. Spód ciała biały, pokryty czarnymi pasami; na piersi wyraźny pomarańczowy pas, nadłamany w środku. Tęczówki ciemnobrązowe. Górna szczęka brązowa, dolna żółtawobiała.

## Podgatunki i zasięg występowania
Wyróżnia się następujące podgatunki:
- S. s. sharpei Alexander, 1903 – wyspa Bioko
- S. s. zenkeri Reichenow, 1903 – południowo-wschodnia Nigeria do północnego Gabonu i północno-zachodniego Konga oraz południowo-zachodnia Republika Środkowoafrykańska
- S. s. eurylaemus Neumann, 1923 – wschodnia Demokratyczna Republika Konga

Środowisko życia czapecznika ciemnego stanowią lasy deszczowe. W lasach deszczowych preferuje niższe lub środkowe piętra roślinności. Na wyspie Bioko spotyka się go na wysokości 800–1800 m n.p.m., w Kamerunie 100–1950 m n.p.m., zaś w DRK 1000–1500 m n.p.m., rzadko poniżej.

## Behawior
Odzywa się cichym, krótkim gwizdem łii łii lub huiii. W locie godowym odzywa się głośnym, gwałtownym, mechanicznym trylem, trwającym około 0,5–0,6 s, podobnym do tego, jakim odzywa się czapecznik rdzawoboczny (S. rufolateralis). Na wyspie Bioko odnotowano pożywanie się prostoskrzydłymi (Orthoptera) oraz chrząszczami (Coleoptera), natomiast w Kamerunie zaobserwowano zjadanie cykadowatych (Cicadidae), prostoskrzydłych oraz motyli. W okresie lęgowym widziano samicę niosącą gąsienice.

## Lęgi
Okres lęgowy zbiega się z porą suchą. W Kamerunie trwa od listopada do kwietnia, w grudniu na Bioko, zaś w DRK od lutego do września. Gniazdo przypomina torbę, budulec stanowią włókna roślinne, mech i porosty, wyściółkę zaś suche liście; niekiedy zbudowane jedynie z grzybów z rodzaju Marasmius i suchych liści lub mchu. Gniazdo zawieszone jest na gałązce 1–16 m nad ziemią. Zniesienie liczy 2 jaja. Okres inkubacji i pozostałe dane nieznane, prawdopodobnie podobne jak u czapecznika rdzawobocznego.

## Status
S. sharpei przez IUCN klasyfikowany jest jako gatunek najmniejszej troski (LC, Least Concern) nieprzerwanie od 1988 roku. Trend liczebności populacji uznawany jest za spadkowy. W północnym Gabonie i Gwinei Równikowej znany jedynie z jednej lokalizacji. W Nigerii po raz pierwszy odnotowany w roku 1995. Cechuje się niską tolerancją na zmiany w środowisku.